# Place de l’Abbé Jean Lebeuf
Koordinaten: 48° 50′ N, 2° 19′ O
Der Place de l’Abbé-Jean-Lebeuf ist ein Platz im 14. Arrondissement von Paris. 

## Lage
Der Platz liegt an der Kreuzung der Straßen Rue Guilleminot und Rue du Château und entstand im Zuge der Gestaltung der ZAC Guilleminot-Vercingétorix. Über einen Durchgang ist er mit dem Place de Seoul verbunden, dessen auch als Jardin des Colonnes bezeichnete Umbauung von Ricardo Bofill entworfen wurde.

## Namensursprung
Der Name des Platzes bezieht sich auf den Weltgeistlichen Abbé Jean Lebeuf (1687–1760), ein französischer Priester, Historiker und Gelehrter, in Auxerre Chanoine war, ehe er 1735 in Paris den Auftrag bekam, einen neuen liturgischen Gesang einzuführen. Er ist der Autor von L'Histoire de la ville et de tout le diocèse de Paris.

## Geschichte
Der Platz entstand 1986 im Zuge der Neugestaltung des Viertels und ist Teil des Komplexes Les Echelles du Baroque, der von Bofills Taller de Arquitectura entworfen wurde.

## Sehenswürdigkeiten
- Auf dem Platz steht ein Wallace-Brunnen

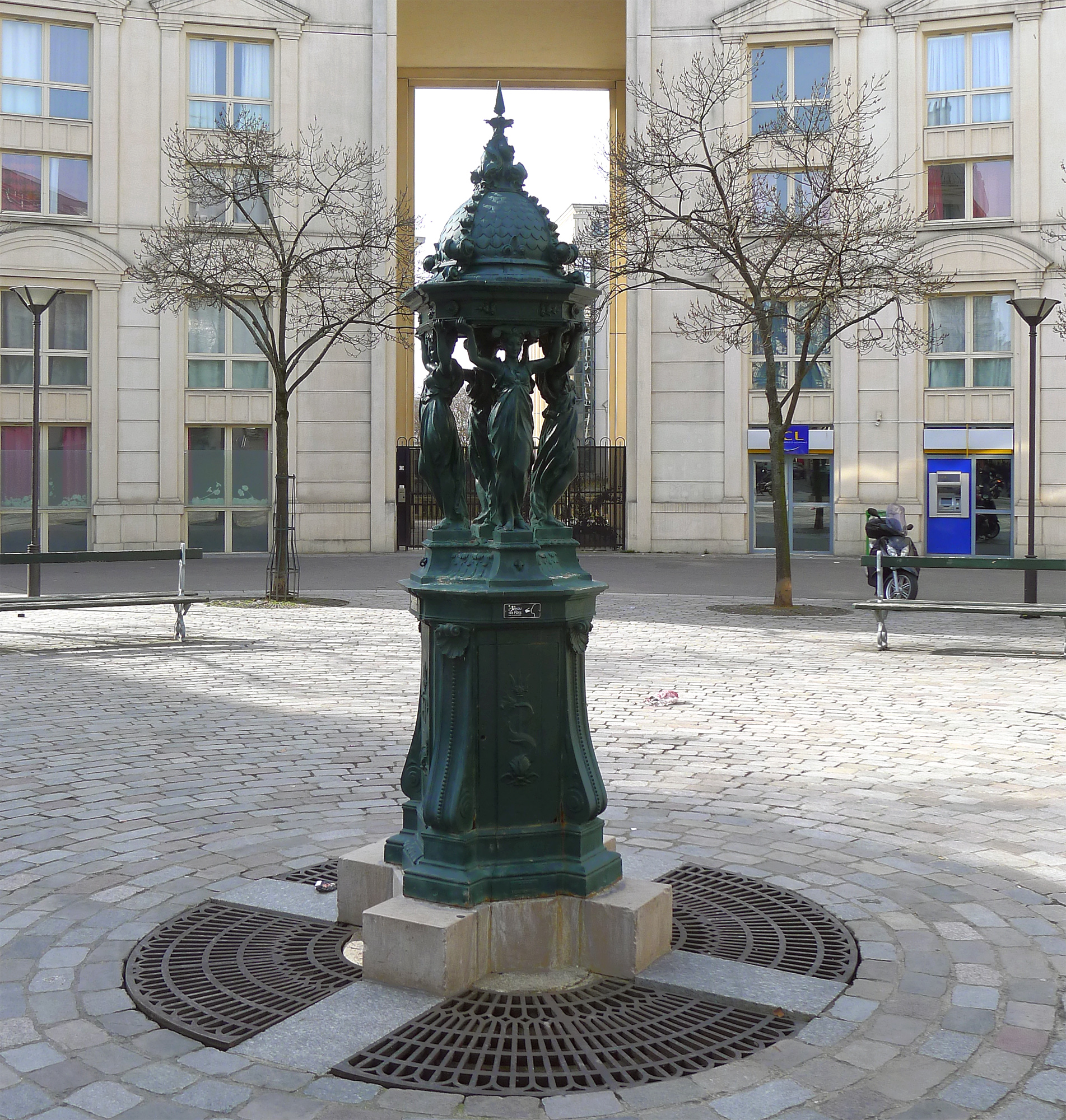